# Amphiprion tricinctus
Amphiprion tricinctus Schultz & Welander, 1953 è un pesce d'acqua salata appartenente alla famiglia Pomacentridae. È una specie endemica delle isole Marshall. L'aspetto ricorda molto quello di Amphiprion clarkii, ma a differenza di quest'ultimo ha la pinna caudale scura.